# Parafia Najświętszego Serca Pana Jezusa w Brodnicy Górnej
Parafia Najświętszego Serca Pana Jezusa w Brodnicy Górnej – rzymskokatolicka parafia w Brodnicy Górnej. Należy do dekanatu stężyckiego znajdującego się w diecezji pelplińskiej. Erygowana w 1905 roku.
Parafia obchodzi również odpust św. Stanisława Kostki. Jej proboszczem jest ks. Stanisław Piastowski.

## Obszar parafii
Do parafii należą wsie: Brodnica Dolna, Brodnica Górna, Grzebieniec, Haska, Kalka, Kamionka, Maks, Nowe Czaple, Przewóz, Ramleje, Ręboszewo, Smentowa, Srutowo, Stare Czaple, Sznurki.